# Justin-Miranda-René Benoît
Justin-Miranda-René Benoît, noto anche con lo pseudonimo di Jean-René Benoit (Montpellier, 29 novembre 1844 – Courbevoie, 5 maggio 1922), è stato un fisico francese, candidato al Premio Nobel per la fisica per 9 volte senza mai vincerlo..
Ha partecipato alla definizione degli standard metrici come direttore dell'Ufficio internazionale dei pesi e delle misure dal 1889 al 1915. Fu coinvolto nel passaggio da una definizione fisica dell'unità di lunghezza a una basata sulla lunghezza d'onda della luce.

## Biografia
Benoit nacque a Montpellier dove il padre, Justin Benoit, era preside della scuola di medicina. Anche lui studiò medicina, ma passò a studiare fisica all'École des Hautes Études, esaminando la resistenza elettrica e la temperatura per il suo dottorato, che conseguì nel 1873. Lavorò nel settore industriale prima di entrare nell'Ufficio internazionale dei pesi e delle misure. Lavorò con Albert A. Michelson e, sulla base delle sue scoperte, Benoit propose di utilizzare l'onda luminosa come unità di misura della lunghezza. Stabilirono una definizione basata sulla lunghezza d'onda determinata attraverso l'interferometria e basata sulla linea spettrale rossa del cadmio.